# Comuna Novopokrovka, Novotroiițke
Novopokrovka (în ucraineană Новопокровка) este o comună în raionul Novotroiițke, regiunea Herson, Ucraina, formată din satele Iasna Poleana și Novopokrovka (reședința).

## Demografie
Componența lingvistică a comunei Novopokrovka
     Rusă (76,39%)
     Ucraineană (23,42%)
     Alte limbi (0,12%)
Conform recensământului din 2001, majoritatea populației comunei Novopokrovka era vorbitoare de rusă (76,39%), existând în minoritate și vorbitori de ucraineană (23,42%).